# Eco (valuta)
Eco è il nome proposto per la moneta comune che la Zona monetaria dell'Africa occidentale (West African Monetary Zone) ha inizialmente pianificato di introdurre per il 2009 nella struttura dell'ECOWAS. Discordanze e problematiche sorte fra i paesi promotori dell'Eco hanno successivamente posticipato tale data al 2015. In prospettiva futura raggrupperà sia i paesi della zona CFA sia quelli della Zona monetaria dell'Africa occidentale.

## Storia

### WAMI
L'Istituto monetario dell'Africa occidentale (WAMI) ha stabilito dieci criteri che ogni stato che chieda l'ammissione all'Eco deve soddisfare per poter aderire alla valuta unica. Questi criteri sono suddivisi in quattro criteri di convergenza primari e sei criteri di convergenza secondari. Fino all'anno fiscale 2011, solo il Ghana è stato in grado di soddisfare tutti i criteri principali.

### CEDEAO
Nel febbraio 2018, la Comunità economica degli Stati dell'Africa occidentale (Cedeao) afferma la sua intenzione di riavviare il processo con una presentazione nel 2020 che è strettamente impossibile: quindi, è una dichiarazione di intenzioni. Il 23 febbraio 2018, secondo l'economista Jean Joseph Boillot, non è stato ancora fatto alcun lavoro serio sugli aspetti tecnici di questa implementazione, né a livello universitario né a livello statale. Una nuova moneta (il cui nome non sarebbe necessariamente ecologico) sarebbe molto meno stabile della Zona franchi CFA, ma l'instabilità monetaria è distruttiva per l'economia. Ma questa stabilità ha un duro colpo, la limitazione dei deficit pubblici che moderano le possibilità di investimento statale. È questo equilibrio che si trova, con l'aiuto dell'Unione europea, al centro delle riflessioni sull'allargamento e sulla possibile riforma del CFA e del progetto, che risale agli anni '80, di una moneta comune per tutta l'Africa occidentale (il franco CFA esteso o altra valuta)

### ECOWAS

Gli Stati in rosso l'ECOWAS ed in verde l'UEMOA

Nel giugno 2019, i principali finanziatori dei 15 paesi dell'ECOWAS hanno sottolineato l'importanza di rafforzare la convergenza macroeconomica dei 15 paesi.
Il rispetto del calendario per l'attuazione della moneta unica dipenderà dagli "sforzi" di ciascun paese in quest'area, ha dichiarato il presidente della Commissione ECOWAS, Jean-Claude Brou.
"La performance in termini di convergenza macroeconomica è una condizione sine qua non" per la moneta unica, ha insistito Adama Koné, aggiungendo che era necessario "rafforzare i meccanismi di sorveglianza multilaterale". Una moneta unica "porterà molto ai nostri risparmi. Questa è un'opportunità di integrazione che deve essere colta per i paesi africani, perché i mercati sono [attualmente] frammentati".

### Moneta unica ECO
Il 29 giugno 2019, i leader della Comunità Economica degli Stati dell'Africa Occidentale (ECOWAS) hanno adottato formalmente il nome di "Eco" per il loro progetto di moneta unica che desiderano creare a partire dal 2020.
11 luglio 2019 Il presidente francese Emmanuel Macron ha affermato che il delicato tema del futuro del franco CFA potrebbe essere discusso "in modo pacifico" e "senza tabù", mentre i paesi dell'Africa occidentale hanno confermato la loro intenzione di avere una moneta comune.
"Questo è un argomento che dobbiamo essere in grado di aprire e che abbiamo deciso di aprire insieme ai nostri partner africani, in modo pacifico, senza culto dei simboli, senza tabù o totem", ha dichiarato Emmanuel Macron alla fine un dibattito all'Eliseo con 400 rappresentanti delle diaspore africane in Francia, a cui ha partecipato il presidente ghanese Nana Akufo-Addo.
"Sono affezionato al fatto che ci sia un successo per l'integrazione regionale dell'ECOWAS", ha affermato Emmanuel Macron.

### Franco CFA
Il franco CFA "ha un'utilità", ha insistito il presidente francese. "Dobbiamo mantenere la stabilità che porta, ma dobbiamo consentire all'intera regione di integrarsi pienamente in un'area monetaria integrata".

### L'adozione del nome ECO
I leader di ECOWAS si incontreranno ad Abuja il 21 dicembre 2019, sei mesi dopo l'adozione del nome "Eco" per il progetto della futura moneta unica. L'incontro arriva dopo l'incontro del Comitato dei Ministri delle finanze e dei Governatori della Banca centrale dello Spazio comunitario svoltosi pochi giorni fa nella capitale nigeriana.
"Il rapporto delle raccomandazioni è pronto per essere presentato ai Capi di Stato", assicura il ministro delle finanze, del bilancio e della pianificazione nigeriano, Zainab Ahmed, presidente del comitato ministeriale.
Citato dall'agenzia di stampa nigeriana NAN, il presidente del comitato ministeriale ha affermato che solo il Togo, tra i paesi dell'ECOWAS, avrebbe soddisfatto i requisiti o i criteri principali per l'adozione di una moneta unica. Tali criteri comprendono la convergenza, il regime di cambio flessibile, la lotta contro l'insicurezza e la collaborazione interstatale.

### UEMOA
Il franco CFA scomparirà dall'Africa occidentale. Il presidente ivoriano Alassane Ouattara lo ha annunciato il 21 dicembre 2019, "con un accordo con gli altri capi di stato UEMOA, abbiamo deciso di riformare il franco CFA". Gli otto paesi che usano il franco CFA adotteranno una nuova valuta che si chiamerà eco. Questa eco di otto paesi diventerà quindi il nucleo centrale della futura valuta ECOWAS.
I legami tecnici con la Francia saranno interrotti, vale a dire che Parigi non gestirà più la valuta di questi otto paesi. Le riserve valutarie non saranno più centralizzate dalla Francia e l'obbligo di pagare il 50% di tali riserve al famoso conto operativo del Tesoro francese scompare. Inoltre, la Francia si sta ritirando dagli organi di gestione del CFA. Finora, Parigi ha avuto un rappresentante presso il BCEAO, la Banca centrale degli Stati dell'Africa occidentale, un altro nella commissione bancaria e uno nel consiglio di politica monetaria. Tuttavia, è la Banque de France che rimarrà il garante della convertibilità tra l'Eco e l'Euro con cui manterrà una parità fissa.
Il 22 dicembre 2019, l'amministratore delegato del Fondo monetario internazionale (FMI) ha accolto con favore l'importante riforma del franco CFA decisa da otto paesi dell'Africa occidentale e dalla Francia. Per Kristalina Georgieva, questi cambiamenti "costituiscono un passo essenziale nella modernizzazione di accordi di lunga durata tra l'Unione economica e monetaria dell'Africa occidentale e la Francia".
Il 28 dicembre 2019, il Presidente della Guinea Equatoriale, Teodoro Obiang Nguema, ha visitato Abidjan in Costa d'Avorio. Durante il punto stampa dopo questo incontro tra i due capi di stato, Alassane Ouattara e Teodoro Obiang Nguema, i due capi di stato hanno anche discusso della riforma del franco CFA nell'area di Uemoa.
Secondo l'agenzia stampa cinese Xinhua (filogovernativa), nel 2019 la Cina è stata per il nono anno consecutivo il primo partner commerciale del continente africano, con un interscambio di 100 miliardi a fronte di pregressi reinvestimenti infrastrutturali per 60 mld, realizzati nella decade 2006-2017. nonché un considerevole riacquisto di superficie coltivabile.

### CEMAC
Il presidente della Guinea Equatoriale vorrebbe vedere la stessa riforma nella zona Cemac e giudica il franco CFA "obsoleto".
Nel gennaio 2020, secondo diversi articoli che citano i media locali, la Nigeria richiederebbe cinque "termini non negoziabili" prima di aderire alla moneta unica. Alcuni menzionano in particolare i depositi nel Tesoro francese di una parte delle riserve valutarie della futura valuta comune. Su questo punto, la fine di questa garanzia è già menzionata nella riforma proposta il 21 dicembre. Sempre secondo la stampa nigeriana, Abuja richiederebbe anche la gestione dell'eco da parte dell'ECOWAS stesso, senza dimenticare la sua impressione in Africa e non in Francia.
La Sierra Leone ha annunciato giovedì 9 gennaio 2020 di annunciare molto presto la sua decisione sulla futura moneta unica ECOWAS, Eco.
La Banca della Sierra Leone (BSL) ha annunciato giovedì 9 gennaio 2020 che il Paese continuerà con il suo corso legale Leone fino alla riunione del Consiglio dei governatori dell'ECOWAS prevista per il 16 gennaio 2020.
Il 14 gennaio 2020, le banche centrali della sottoregione ECOWAS hanno avviato un'assemblea generale straordinaria per deliberare su questioni relative all'introduzione della moneta unica, l'ECO, prevista per il 2020.
Il comitato dei governatori delle banche centrali dovrebbe inoltre discutere le implicazioni del recente annuncio da parte dei paesi ECOWAS di lingua francese sulla proposta di introdurre la moneta unica, l'ECO, in sostituzione del franco CFA.
I colloqui determineranno anche la strada da seguire per gli Stati membri della zona monetaria dell'Africa occidentale (WAMZ) in conformità con la tabella di marcia per l'introduzione della moneta unica - la CEE.
Il team tecnico ECOWAS, tuttavia, dovrebbe presentare proposte avanzate dall'Istituto monetario dell'Africa occidentale in merito alla CEE.

### WAMZ
I governatori dovrebbero anche inviare le loro raccomandazioni ai capi di stato della regione per scoprire se la regione è pronta per l'introduzione della moneta unica.
Il 16 gennaio 2020, la Nigeria e diversi paesi dell'Africa occidentale, in particolare quelli di lingua inglese, hanno denunciato ad Abuja la decisione di sostituire il franco CFA con l'Eco, affermando che "non era conforme" al programma recentemente adottato da tutta la regione per stabilire una moneta unica.
In tutti i casi, i sei paesi della zona monetaria dell'Africa occidentale (WAMZ) "hanno preso atto con preoccupazione della dichiarazione che mira a rinominare unilateralmente il franco CFA in Eco entro il 2020", secondo un comunicato stampa rilasciato dopo questo straordinario incontro tra i vari ministri delle finanze e i governatori delle banche centrali. WAMZ è composto da Nigeria, Ghana, Liberia, Sierra Leone, Gambia e Guinea (Conakry), che non fa parte della zona CFA. Questi paesi ritengono che "questa azione non è conforme alle decisioni" della Comunità economica degli Stati dell'Africa occidentale (ECOWAS) al fine di "adottare l'Eco come nome della moneta unica" di l'intera regione.
"Ribadiscono l'importanza per tutti i membri dell'ECOWAS di aderire alle decisioni dell'autorità dei capi di Stato e di governo dell'ECOWAS in merito all'attuazione della tabella di marcia riveduta per il programma sulla moneta unica". Un vertice che riunisce i capi di stato della WAMZ è programmato "presto" per decidere la condotta da seguire, specifica il comunicato stampa finale.
La loro dichiarazione del 16 gennaio ha anche messo in luce la battaglia per la leadership tra Costa d'Avorio e Nigeria. Nel criticare pubblicamente la decisione dell'Unione economica e monetaria dell'Africa occidentale (Uemoa) di rinominare il franco CFA "eco" entro il 2020, i ministri delle finanze e i governatori delle banche centrali di Gambia, Ghana, Guinea, Liberia, Nigeria e Sierra Leone non hanno rivelato solo le divisioni di ECOWAS.
Il 31 gennaio 2020, il presidente ivoriano Alassane Ouattara ha chiarito il presunto rifiuto dell'Eco da parte dei 7 paesi della zona monetaria dell'Africa occidentale (WAMZ). "Questa è pura intossicazione e Ci sono solo cinque paesi che sono finiti ad Abuja tra i quindici della Comunità economica degli Stati dell'Africa occidentale [ECOWAS] ", ha fumato, tagliando l'erba sotto i suoi piedi CFA anti-franchi, molti dei quali gridano "berretto bianco e berretto bianco".
"La maggior parte dei paesi non ha partecipato a questa riunione. Non è stata una riunione di capi di stato, ma di ministri e governatori ", ha detto Ouattara. "Ciò che abbiamo deciso a livello di capi di stato, la nostra volontà è di portare l'eco nel 2020", insiste, sulla base di "condizioni"
La prima condizione è soddisfare i 5 criteri di rendimento: deficit inferiore al 3%, debito inferiore al 70%, bassa inflazione, ecc. (...). Per il momento, ci sono solo quattro o cinque paesi, tra cui la Costa d'Avorio, che soddisfano questi criteri ", ha aggiunto, sottolineando che il processo dovrebbe essere" graduale ". "Cinque, otto, dieci paesi [che soddisfano i criteri] possono riunirsi", ha detto, aggiungendo che altri potrebbero unirsi a loro come la zona euro è iniziata alle undici e che comprende dieci nove paesi oggi.
"Vogliamo farlo in più fasi. Non vogliamo fretta, ma non vogliamo nemmeno che i paesi che non soddisfano i criteri di convergenza agitino il processo ", ha concluso.
Il 14 febbraio 2020, i Ministri delle finanze dei paesi di lingua inglese dell'ECOWAS e della Guinea, riuniti nella zona monetaria dell'Africa occidentale (WAMZ), si incontreranno a Freetown (Sierra Leone). Obiettivo, definire il comportamento da seguire nel processo di adozione dell'Eco. Questa riunione fa seguito a quella del 16 gennaio 2020 ad Abuja sull'argomento con i governatori delle banche centrali dei sei stati, dopo l'annuncio delle riforme.
Nel dicembre 2024, la CEDEAO ha adottato i criteri per la selezione degli Stati membri candidati al lancio dell'ECO. La CEDEAO ha inoltre incaricato la Commissione CEDEAO, in collaborazione con l'Agenzia monetaria dell'Africa occidentale (WAMA), di integrare questi criteri nel Protocollo sull'Unione monetaria. Sono state approvate anche le proposte della Commissione per il finanziamento delle riforme necessarie all'avvio dell'ECO.
Il 3 marzo 2025, la Commissione ECOWAS ha riunito i ministri delle finanze e i governatori delle banche centrali degli Stati membri per l'undicesima riunione del Consiglio di convergenza, il cui obiettivo principale era valutare i progressi della tabella di marcia per il lancio dell'ECO, la futura moneta unica regionale.

## Moneta CEE
Nel febbraio 2020, il ministro degli Esteri nigeriano ha rivelato che l'incontro a cui hanno partecipato il presidente Muhammadu Buhari e presieduto dal presidente dell'ECOWAS, il presidente Mahamadou Issoufou del Niger, ha discusso anche della nuova moneta unica del Africa occidentale, la CEE.
Su questo punto specifico, il Ministro Geoffrey Onyeama ha annunciato che "Nulla è cambiato rispetto alla posizione della Nigeria". Ha spiegato che, secondo la Nigeria, i criteri di convergenza non sono soddisfatti dalla maggior parte dei paesi e che è pertanto necessario prorogare il termine per il lancio della moneta unica ECOWAS.
Nel febbraio 2020, si è tenuto un vertice straordinario della Comunità economica degli Stati dell'Africa occidentale (ECOWAS). Molti punti sono stati sollevati. In particolare l'istituzione della moneta unica (Eco),
Per quanto riguarda la moneta unica, il comunicato finale che ha sanzionato questa riunione menziona che la Conferenza dei Capi di Stato e di governo dell'organizzazione subregionale è soddisfatta degli importanti sviluppi avviati dall'Unione economica e monetaria dell'Africa occidentale (Uemoa) nella creazione della moneta unica. "La Conferenza è stata informata da Alassane Ouattara, Presidente della Repubblica della Costa d'Avorio, Presidente della Conferenza dei Capi di Stato di Uemoa sulla riforma del franco CFA. Questa riforma è un passo verso la realizzazione dell'eco come previsto dalla tabella di marcia adottata dalla Conferenza dei Capi di Stato dell'ECOWAS. La Conferenza ha espresso soddisfazione per questi importanti sviluppi e le intuizioni fornite dal presidente della Conferenza dei Capi di Stato di Uemoa su questo tema, leggi il comunicato stampa.
Il 17 febbraio 2020 è stata pubblicata l'Unione economica e monetaria dell'Africa occidentale (Uemoa, otto paesi) e la sua prevista estensione all'intera Comunità economica degli Stati africani (Cedeao, 15 paesi). Intitolata L'ingresso nell'era dell'eco: implicazioni della riforma in Africa occidentale, si propone di affrontare le incertezze sorte dall'annuncio di questa sostituzione da parte dei presidenti Ouattara e Macron il 21 dicembre 2019. 
La prima conclusione è che la parità mantenuta con l'euro e la garanzia illimitata di convertibilità da parte della Francia manterrà la fiducia nella nuova valuta. Questa garanzia ha contribuito a contenere l'inflazione dal 2000 al 2019 con una media del 2% nella regione di Uemoa, contro quasi il 10% di Cedeao e circa il 16% nell'Africa subsahariana. 
"Nessun effetto immediato" sul rating sovrano degli Stati, La fine del deposito di metà delle riserve di cambio degli Stati membri dell'Unione con il Tesoro francese non preoccupa S-P, perché il tasso di cambio fisso è mantenuto. "Ecco perché riteniamo che questa riforma non dovrebbe avere un effetto immediato sui nostri rating sovrani", concludono gli autori. In altre parole, gli investitori non devono preoccuparsi al momento. 
La seconda conclusione è che il progetto di estendere l'eco ai quindici membri del Cedeao sembra molto lontano. "Le barriere materiali rimangono, il che ci porta a considerare improbabile questo progetto a medio termine", si legge nella relazione. 
In primo luogo a causa del peso della Nigeria, perché la Nigeria rappresenta i due terzi del PIL di Cedeao e tre volte più di quello di Uemoa. Ma anche a causa delle sue politiche protezionistiche, dice il rapporto: "Accettare una politica monetaria comune tra la Nigeria e i suoi partner Cedeao sembra quindi difficile, soprattutto perché la Nigeria ha recentemente deciso di chiudere i confini con Benin e Niger per ridurre il contrabbando e sostenere la produzione agricola locale. 
Un'estensione al di fuori della garanzia francese Uemoa richiederebbe anche l'approvazione del Consiglio dell'Unione europea dopo la consultazione con la Banca centrale europea, che non è automatica. 
Infine, l'adozione di un regime di cambio flessibile voluto da Cedeao aumenterebbe i rischi significativi in termini di shock monetari per le economie uemoa, in particolare quelle che negli ultimi anni hanno aumentato il loro uso del credito in valuta estera. Anni. anni", afferma S-P, ricordando la conclusione di una delle sue relazioni 2017 sui pericoli della svalutazione: in caso di crisi valutaria e senza la garanzia francese, la Costa d'Avorio, il Senegal e il Togo, che hanno preso in prestito Gli eurobond vedono il loro debito fortemente incastrato e l'S-P sarebbe costretto ad abbassare i loro rating. 
La relazione conclude con la raccomandazione di migliorare bruscamente le entrate fiscali e un avvertimento: "Qualsiasi regime di cambio uemoa i membri scelgono, che si tratti del mantenimento dell'euro, dell'opzione di un paniere di (..) o un tasso variabile di tasso di cambio, la disciplina fiscale e la forte politica economica saranno tanto più importanti per la stabilità economica dell'unione monetaria.
Nel marzo 2020, il Presidente in carica della Comunità economica degli Stati dell'Africa occidentale (CEDEDEAO), Nigerien Mahamadou Issoufou, ha invitato i deputati della 5ª legislatura del parlamento subregionale a incoraggiare i loro diversi paesi ad adottare politiche macroeconomiche che consentiranno di raggiungere i criteri di convergenza per l'adozione della eco-valuta per la regione.
Nella speranza che il progetto ECO si materializzi, ha dichiarato che "i parlamenti, che controllano l'azione dei governi, devono incoraggiare gli Stati a attuare politiche macroeconomiche che consentano di raggiungere i criteri di convergenza necessari alla realizzazione di questa ambizione.
Nel settembre 2020, Alassane Ouattara, Presidente della Costa d'Avorio, ha annunciato la decisione della 57ª sessione ordinaria della Conferenza dei capi di Stato e di governo dell'ECOWAS di procedere con l'attuazione della "ECO »Entro tre o cinque anni.
A dicembre 2020, i deputati francesi chiedono l'abolizione del franco CFA in Africa. I deputati denunciano anche il franco CFA che funge da valuta coloniale.
Nel maggio 2021, la Francia ha avviato il processo di trasferimento di 5 miliardi di euro sui conti della Banca centrale degli Stati dell'Africa occidentale (BCEAO). La decisione di Parigi rientra nel quadro della riforma del Franco CFA, chiamato a diventare eco.
Nel giugno 2021, i capi di Stato della Comunità economica degli Stati dell'Africa occidentale (ECOWAS) hanno adottato una tabella di marcia per il lancio della moneta comune "Eco" nel 2027, annunciando il comunicato stampa finale della 59ª sessione ordinaria dell'Assemblea dei capi di Stato e Governo dell'ECOWAS.
Nel luglio 2021, l'Assemblea nazionale ivoriana ha adottato questa settimana l'accordo di cooperazione con la Francia per l'attuazione dell'eco, la futura valuta dell'Africa occidentale. Ma le disposizioni di questa valuta che dovrebbero sostituire il franco CFA continuano a essere discusse. In particolare sulla sua parità fissa con l'euro garantita dalla Francia.

## I dieci criteri
I quattro criteri principali sono:
- tasso di inflazione ad una sola cifra alla fine di ogni anno
- deficit di bilancio non superiore al 4% del PIL
- finanziamento del deficit statale da parte della banca centrale non superiore al 10% delle entrate fiscali dell'anno precedente
- riserve esterne lorde che possano dare copertura delle importazioni per un minimo di tre mesi

I sei criteri secondari sono:
- divieto di nuovi default nazionali
- gettito fiscale uguale o superiore al 20 per cento del Pil
- massa salariale da tassare pari o inferiore al 35 per cento
- investimenti pubblici derivanti dal gettito fiscale pari o superiore al 20 per cento
- tasso di cambio reale stabile
- tasso di interesse reale positivo